# Teneramente
Teneramente is een Italiaanse muziekterm met betrekking tot de manier waarin een muziekstuk of passage eruit uitgevoerd dient te worden. Men kan de term vertalen als teder. Dit betekent dus dat, als deze aanwijzing wordt gegeven, men met een teder en/of lieflijk karakter zal moeten spelen. Daar het een voordrachtsaanwijzing betreft, heeft de term in beginsel geen invloed op het te spelen tempo of de dynamiek, waar vaak ook aparte aanwijzingen voor gegeven worden, maar bij de uitvoering kunnen subtiele wijzigingen hierin plaatsvinden, om het karakter beter tot zijn recht te laten komen. Een verwante term is tenerezza (tederheid).